# Roger Walder
Roger Walder (13 de febrero de 1992) es un deportista suizo que compitió en ciclismo de montaña en la disciplina de campo a través. Ganó una medalla de oro en el Campeonato Mundial de Ciclismo de Montaña de 2015 y dos medallas en el Campeonato Europeo de Ciclismo de Montaña, oro en 2010 y plata en 2009.

## Palmarés internacional
| Campeonato Mundial | Campeonato Mundial        | Campeonato Mundial | Campeonato Mundial         |
| Año                | Lugar                     | Medalla            | Competición                |
| ------------------ | ------------------------- | ------------------ | -------------------------- |
| 2010               | Mont-Sainte-Anne (Canadá) | Medalla de oro     | Campo a través por relevos |
| Campeonato Europeo |                           |                    |                            |
| Año                | Lugar                     | Medalla            | Competición                |
| 2009               | Zoetermeer (Países Bajos) | Medalla de plata   | Campo a través por relevos |
| 2010               | Haifa (Israel)            | Medalla de oro     | Campo a través por relevos |